# Heidelberger Landstraße 301
Das Fachwerkgebäude in der Heidelberger Landstraße 301 ist ein Bauwerk in Darmstadt-Eberstadt.

## Geschichte und Beschreibung
Das Fachwerkgebäude wurde im 18. Jahrhundert erbaut.
Das stattliche zweigeschossige, giebelständige Fachwerkgebäude besitzt ein Satteldach.
Unter der heute verputzten Fassade befindet sich ein barockes Sichtfachwerk.
Das Fachwerkgebäude ist durch Kunststofffenster und einen Klinkersockel optisch beeinträchtigt.
Die rückwärtige Scheune mit einem späteren Anbau stammt aus der gleichen Bauzeit wie das Wohngebäude.

## Denkmalschutz
Das Fachwerkgebäude steht an städtebaulich dominanter Stelle im Straßenraum am Knickpunkt der Heidelberger Landstraße.
Aus architektonischen, baukünstlerischen und stadtgeschichtlichen Gründen ist das Gebäude ein Kulturdenkmal.